# Biver (Bouches-du-Rhône)
Pour les articles homonymes, voir Biver.
Biver est un quartier de Gardanne, dans le département français des Bouches-du-Rhône. C'est une ancienne cité minière.

## Histoire
L’histoire de Biver est liée à l’exploitation minière du charbon, depuis la deuxième moitié du XIXe siècle. 

### XVIIIeetXIXesiècles
Selon Matthieu, ingénieur en chef des Mines, l’exploitation des mines à Gardanne aurait été commencée vers 1700. Les premiers sites d’extraction consistaient en descenderies suivant la pente de la couche, jusqu’à ce que les eaux envahissent le chantier, obligeant les mineurs à l’abandonner. Le sortage du charbon se faisait par des enfants de 9  à   14 ans appelés « mendits ».
Dès 1782, il est question de remplacer le bois par le charbon. 
En 1827, un mémoire adressé aux autorités départementales indique que : « les mines de Gardanne continuent à être dévastées par l’inexpérience des ouvriers et l’abus des ouvertures. Il y a dans la contrée Peynier-Fuveau-Gardanne plus de 80 puits percés illicitement et plus de puits abandonnés. Et pendant ce temps, à Marseille, quantités d’usines chôment, faute de combustible. L’exploration sur l’angle de 45° se fait par des piqueurs trop cupides qui s’adjoignent de tout petits enfants pour porter sur le dos des poids inhumains… »
En 1854, Ernest Biver est un jeune ingénieur des Mines, capitaine d’Etat-major de l’armée belge, il décide de faire carrière dans l’industrie. Arrivé dans les Bouches-du-Rhône pour un poste dans les mines de lignite, il impose rapidement de nouvelles techniques d’exploitation et de gestion, le bassin connait l’essor économique. En 1889, le ministre des Travaux Publics déclare d’utilité publique le projet d’une galerie partant des mines de Gardanne et allant aboutir à la Madrague. Il y a aussitôt plusieurs attaques simultanées de ce tunnel.
En mai 1891, Ernest Biver découvre le puits de mine, qui est foncé en 1893 : le village qui prend son nom : Puits Biver en 1926, Cité Biver en 1946. Il meurt 16 ans avant l’achèvement de sa grande réalisation, la galerie de la Mer, creusée de Biver à La Madrague, pour évacuer les eaux qui envahissent les puits de mine.

### Début duXXesiècle

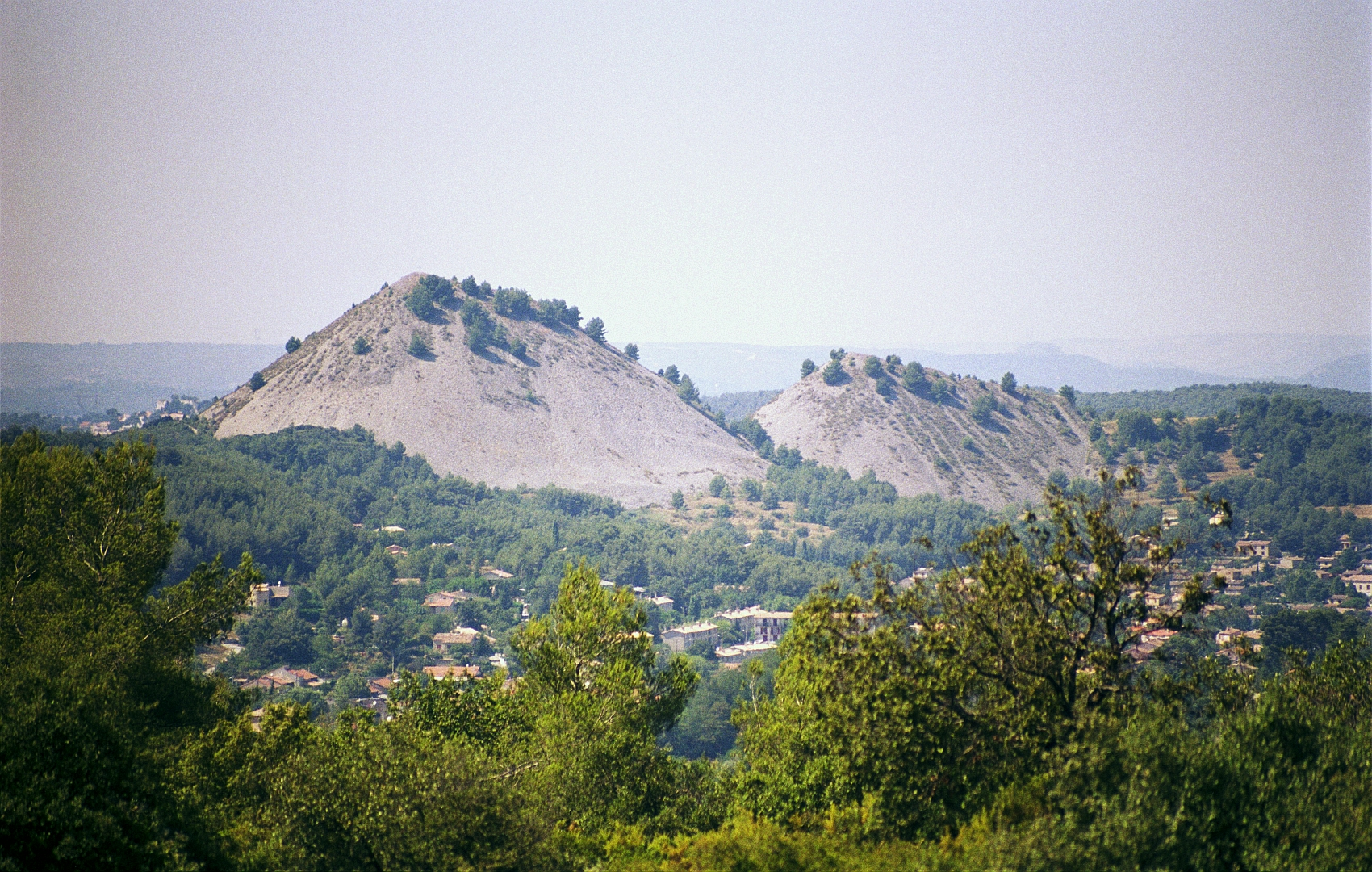
Les deux terrils et le hameau de Biver.

En 1905, la rencontre entre les deux attaques, c’est-à-dire le percement définitif de la galerie, est opérée exactement au passage de la faille dite du Pilon du Roi. Dès lors, l’exploration de Gardanne peut en profiter pour faire couler naturellement les eaux. La galerie parcours 20 km depuis la mer à la Madrague, jusqu’aux mines de Gréasque-Fuveau.
En 1930, 2 000 personnes vivent dans 265 maisons et 500 logements de la Cité Biver.
En 1942 : le fonçage du Puits Gérard est entrepris pour développer l’exploitation de la « grande mine » ; ses 723 m de profondeur et son diamètre de plus de 6 m sont utilisés à partir de 1950. Il aura coûté 2 milliards de francs de l’époque.

### Fin duXXesiècle
En 1960, la Cité Biver compte 45 % d'Italiens venus notamment du Piémont, 16,5 % de Français, 12 % d'Espagnols, 8 % de Polonais, 8 % de Nord-Africains, 7,5 % d'Arméniens, 3 % de Tchèques, et en 1970, une population de 3 000 personnes y réside (programme HLM).
En 1984, les Houillères du bassin de Provence emploient 2 200 mineurs. En 1996, ils sont 1 394 dont 200 détachés à la centrale thermique de Provence. En 2003 les mines de Provence sont fermées.

## Culture et sports
Biver fut souvent considéré par ses habitants comme n'appartenant pas à la ville de Gardanne mais, comme une annexion forcée par cette dernière[réf. nécessaire].
La rivalité entre les deux entités s'exprimait notamment lors de matchs de football entre leurs équipes respectives.
Le Biver Sport étant le club de football du village.